# Volta a Califòrnia 2013
La Volta a Califòrnia 2013, vuitena edició de la Volta a Califòrnia, es disputà entre el 12 i el 19 de maig de 2013 sobre un recorregut de 1.173,1 km dividits en 8 etapes. La cursa forma part de l'UCI America Tour 2013.
El vencedor final fou l'estatunidenc Tejay van Garderen (BMC Racing Team), en el que era la seva primera victòria en una cursa per etapes de la seva carrera esportiva. L'acompanyaren al podi l'australià Michael Rogers (Team Saxo-Tinkoff) i el colombià Janier Acevedo (Jamis-Hagens Berman), vencedor de la segona etapa, disputada sota unes condicions de calor inhumanes, que li va permetre liderar la cursa durant tres etapes.
En les classificacions secundàries Carter Jones (Bissell) guanyà la classificació de la muntanya, Peter Sagan (Liquigas-Cannondale), vencedor de 2 etapes, la dels punts, Lawson Craddock (Bontrager) la dels joves i el BMC Racing Team la classificació per equips.

## Equips participants
Classificada amb categoria 2.HC de l'UCI Amèrica Tour, la Volta a Califòrnia és oberta als UCI ProTeams amb un límit del 50% dels equips participants, als equips continentals professionals, als equips continentals i als equips nacionals.
L'organitzador comunicà la llista d'equips convidats el 8 de març de 2013. 8 ProTeams, 3 equips continentals professionals i 5 equips continentals prenen part en la Volta a Califòrnia 2013:
| Nom de l'equip          | País          | Codi |
| ----------------------- | ------------- | ---- |
| BMC Racing Team         | Estats Units  | BMC  |
| Cannondale              | Itàlia        | CAN  |
| Garmin-Sharp            | Estats Units  | GRS  |
| Omega Pharma-Quick Step | Bèlgica       | OPQ  |
| Orica-GreenEDGE         | Austràlia     | OGE  |
| RadioShack-Leopard      | Luxemburg     | RLT  |
| Team Saxo-Tinkoff       | Dinamarca     | TST  |
| Vacansoleil-DCM         | Països Baixos | VCD  |

| Nom de l'equip   | País            | Codi |
| ---------------- | --------------- | ---- |
| Champion System  | R.P. de la Xina | CSS  |
| NetApp-Endura    | Alemanya        | TNE  |
| Unitedhealthcare | Estats Units    | UHC  |

| Nom de l'equip                 | País         | Codi |
| ------------------------------ | ------------ | ---- |
| 5 Hour Energy                  | Estats Units | 5HR  |
| Bissell                        | Estats Units | BPC  |
| Bontrager                      | Estats Units | BLS  |
| Optum-Kelly Benefit Strategies | Estats Units | OPM  |
| Jamis-Hagens Berman            | Estats Units | JSH  |

## Etapes
| Etapes   | Data       | Recorregut                      |                           | km    | Vencedor etapa           | Líder general            |
| -------- | ---------- | ------------------------------- | ------------------------- | ----- | ------------------------ | ------------------------ |
| 1a etapa | 12 de maig | Escondido - Escondido           | Etapa de mitja muntanya   | 165,2 | Lieuwe Westra (NED)      | Lieuwe Westra (NED)      |
| 2a etapa | 13 de maig | Murrieta - Greater Palm Springs | Etapa de muntanya         | 199,7 | Janier Acevedo (COL)     | Janier Acevedo (COL)     |
| 3a etapa | 14 de maig | Palmdale - Santa Clarita        | Etapa de mitja muntanya   | 177,5 | Peter Sagan (SVK)        | Janier Acevedo (COL)     |
| 4a etapa | 15 de maig | Santa Clarita - Santa Barbara   | Etapa de mitja muntanya   | 134,6 | Tyler Farrar (USA)       | Janier Acevedo (COL)     |
| 5a etapa | 16 de maig | Santa Barbara - Avila Beach     | Etapa plana               | 185,7 | Jens Voigt (GER)         | Tejay van Garderen (USA) |
| 6a etapa | 17 de maig | San José - San José             | Contrarellotge individual | 31,6  | Tejay van Garderen (USA) | Tejay van Garderen (USA) |
| 7a etapa | 18 de maig | Livermore - Mont Diablo         | Etapa de muntanya         | 147,4 | Leopold König (CZE)      | Tejay van Garderen (USA) |
| 8a etapa | 19 de maig | San Francisco - Santa Rosa      | Etapa plana               | 131,4 | Peter Sagan (SVK)        | Tejay van Garderen (USA) |

## Classificacions finals

### Classificació general
|    | Ciclista                 | Equip                          | Temps       |
| -- | ------------------------ | ------------------------------ | ----------- |
| 1  | Tejay van Garderen (USA) | BMC Racing Team                | 29h 43' 00" |
| 2  | Michael Rogers (AUS)     | Team Saxo-Tinkoff              | + 1' 47"    |
| 3  | Janier Acevedo (COL)     | Jamis-Hagens Berman            | + 3' 26"    |
| 4  | Mathias Frank (SUI)      | BMC Racing Team                | + 3' 32"    |
| 5  | Cameron Meyer (AUS)      | Orica-GreenEDGE                | + 3' 33"    |
| 6  | Matthew Busche (USA)     | RadioShack-Leopard             | + 3' 50"    |
| 7  | Francisco Mancebo (ESP)  | 5-hour Energy                  | + 4' 52"    |
| 8  | Lawson Craddock (USA)    | Bontrager Cycling Team         | + 5' 24"    |
| 9  | Philip Deignan (IRL)     | UnitedHealthcare               | + 5' 33"    |
| 10 | Chad Haga (USA)          | Optum-Kelly Benefit Strategies | + 5' 52"    |

### Classificacions secundàries
|             | Ciclista              | Equip                   | Punts |
| ----------- | --------------------- | ----------------------- | ----- |
| Mallot verd | Peter Sagan (SVK)     | Cannondale              | 53    |
| 2           | Tyler Farrar (USA)    | Garmin-Sharp            | 47    |
| 3           | Gianni Meersman (BEL) | Omega Pharma-Quick Step | 31    |

|                       | Ciclista             | Equip               | Punts |
| --------------------- | -------------------- | ------------------- | ----- |
| Mallot de la muntanya | Carter Jones (USA)   | Bissell Cycling     | 47    |
| 2                     | Janier Acevedo (COL) | Jamis-Hagens Berman | 18    |
| 3                     | Andy Schleck (LUX)   | RadioShack-Leopard  | 17    |

|              | Ciclista              | Equip     | Temps       |
| ------------ | --------------------- | --------- | ----------- |
| Mallot blanc | Lawson Craddock (USA) | Bontrager | 29h 48' 24" |
| 2            | Gavin Mannion (USA)   | Bontrager | + 15' 26"   |
| 3            | Tanner Putt (AUS)     | Bontrager | + 18' 09"   |

|   | Equip              | País         | Temps       |
| - | ------------------ | ------------ | ----------- |
| 1 | BMC Racing Team    | Estats Units | 89h 21' 37" |
| 2 | RadioShack-Leopard | Luxemburg    | + 8' 09"    |
| 3 | UnitedHealthcare   | Estats Units | + 12' 02"   |

## Evolució de les classificacions
| Etapa | Vencedor           | Classificació general | Classificació dels joves | Classificació de la muntanya | Classificació dels esprints | Més valent       | Classificació per equips |  |
| ----- | ------------------ | --------------------- | ------------------------ | ---------------------------- | --------------------------- | ---------------- | ------------------------ |  |
| 1     | Lieuwe Westra      | Lieuwe Westra         | Jasper Stuyven           | Carter Jones                 | Lieuwe Westra               | James Stemper    | 5-hour Energy            |  |
| 2     | Janier Acevedo     | Janier Acevedo        | Lawson Craddock          | Carter Jones                 | Lieuwe Westra               | Sylvain Chavanel | UnitedHealthcare         |  |
| 3     | Peter Sagan        | Janier Acevedo        | Lawson Craddock          | Carter Jones                 | Lieuwe Westra               | Chad Beyer       | UnitedHealthcare         |  |
| 4     | Tyler Farrar       | Janier Acevedo        | Lawson Craddock          | Carter Jones                 | Peter Sagan                 | Nathan Brown     | UnitedHealthcare         |  |
| 5     | Jens Voigt         | Tejay van Garderen    | Lawson Craddock          | Carter Jones                 | Peter Sagan                 | Jens Voigt       | UnitedHealthcare         |  |
| 6     | Tejay van Garderen | Tejay van Garderen    | Lawson Craddock          | Carter Jones                 | Peter Sagan                 | Michael Rogers   | BMC Racing Team          |  |
| 7     | Leopold König      | Tejay van Garderen    | Lawson Craddock          | Carter Jones                 | Peter Sagan                 | Lieuwe Westra    | BMC Racing Team          |  |
| 8     | Peter Sagan        | Tejay van Garderen    | Lawson Craddock          | Carter Jones                 | Peter Sagan                 | Jason McCartney  | BMC Racing Team          |  |
| Final | Final              | Tejay van Garderen    | Lawson Craddock          | Carter Jones                 | Peter Sagan                 |                  | BMC Racing Team          |  |